# Varanus spinulosus
Varanus spinulosus là một loài thằn lằn trong họ Varanidae. Loài này được Mertens mô tả khoa học đầu tiên năm 1941.